# Grevels
Grevels (en luxembourgeois : Gréiwels ) est une section de la commune luxembourgeoise de Groussbus-Wal située dans le canton de Redange.

## Histoire
En 1828, une dizaine de familles luxembourgeoises, à la recherche de nouvelles opportunités en Amérique, décide de s'installer au Brésil. Cependant, comme l'immigration européenne a été interdite par Pierre Ier, les familles ruinées sont retournées au Luxembourg où le gouvernement leur a alloué une terre d'accueil. L'endroit est d'abord appelé Nei-Brasilien (« Nouveau Brésil ») et devient par la suite le village de Grevels. 
Au cours de la Seconde Guerre mondiale, le 10 mai 1940, jour du déclenchement de la campagne des 18 jours, Grevels est prise par les Allemands de la 1re Panzerdivision qui a pour objectif de traverser de la Meuse à Sedan.